# Papier objętościowy
Papier objętościowy – specjalny gatunek papieru offsetowego odznaczający się znacznym wolumenem (powyżej 1,3). Struktura papieru objętościowego jest luźna aby uzyskać zwiększoną grubość w stosunku do gramatury. Papier ten najczęściej ma gramaturę 60–100 g/m2 i wolumen 1,5–2,2 cm³/g.

## Technologia produkcji
Papier objętościowy produkowany jest obecnie z celulozy bielonej, metodą wtryskiwania masy papierniczej pomiędzy sita maszyny papierniczej. Po uformowaniu wstęgi, papier jest zaklejany powierzchniowo a na końcu gładzony lub satynowany. W celu podniesienia białości dodaje się do masy papierniczej wybielacze optyczne.
Dawniej papiery objętościowe uzyskiwano poprzez dobór odpowiednich surowców – najczęściej z mieszanki celulozy otrzymywanej z trawy esparto i celulozy drzewnej – najczęściej iglastej.

## Zastosowanie
Papier objętościowy bywa stosowany do produkcji książek i broszur, które pomimo małej ilości stron mają wyglądać pokaźnie. 
Ważnym zastosowaniem jest również produkcja serii wydawniczych, które mają ustaloną, stałą grubość grzbietu. Poprzez dobór odpowiedniego wolumenu papieru można uzyskać zaplanowaną grubość książki, nie zmieniając ilości stron. 
Kolejnym zastosowaniem są druki reklamowe wysyłane pocztą, gdzie stosowanie tego typu papieru obniża koszty wysyłki przy zachowaniu określonej grubości papieru.